# Attente (Boulanger)
Pour les articles homonymes, voir Attente.
Attente est une mélodie pour voix et piano de Lili Boulanger composée vers 1910 sur un poème de Maurice Maeterlinck.

## Composition
Attente est composé vers 1910 (cette date de composition figure à la fin de l'édition de la partition revue par Nadia Boulanger) sur un poème de Maurice Maeterlinck extrait du recueil Serres chaudes (Bruxelles, Paul Lacomblez, 1890). C'est la première mélodie achevée de Lili Boulanger.
L'incipit de l'œuvre est : « Mon âme a joint ses mains étranges ».
La mélodie est dédiée à Mme Jeanne Montjovet.

## Création
L'œuvre est créée à la Société nationale de musique le 9 mars 1918, salle de la Société des concerts, par Claire Croiza.
Elle est reprise le 3 mars 1923, salle Pleyel, par Gustave Simon (chant) et Jenny Simon (piano).

## Édition
La partition est publiée par Ricordi (Paris, 1918, cotage R. 535, avec la mention à la fin de la date de composition : « Gargenville 1910 » ; il y a un autre cotage, R. 428, pour le copyright 1919). Le contrat d'édition a été signé par Lili Boulanger le 29 janvier 1918. La date de première publication est le 27 juin 1919. Le copyright a été attribué en juin 1919 et renouvelé le 27 mai 1947.
La mélodie est aussi publiée par Schirmer (New York) en 1979 (cotage ED. 3217-48181c) au sein du recueil Quatre Chants pour voix et piano, avec une traduction anglaise de Jane May (Expectation).
L'œuvre est ensuite publiée par Durand en 2000 (Paris, cotage D.&F. 15284) au sein du recueil Quatre Mélodies.

## Commentaires
Attente est d'une durée moyenne d'exécution de deux minutes dix environ.
Pour le musicologue Christian Goubault, l'œuvre « baigne dans un climat harmonique raffiné proche de celui des Cinq Poèmes de Baudelaire de Debussy. [La compositrice] montre sa prédilection pour les armatures chargées (sept dièses), et le balancement harmonique annonce celui de la première mélodie de Clairières ».

## Discographie
- Lili Boulanger : les mélodies, Sonia de Beaufort (mezzo-soprano) et Alain Jacquon (piano), Timpani 1C1042, 1998.
- Lili & Nadia Boulanger : mélodies, Cyrille Dubois (ténor) et Tristan Raës (piano), Aparté, 2020[3].
- Les heures claires : The Complete Songs Nadia & Lili Boulanger, Lucile Richardot (mezzo-soprano) et Anne de Fornel (piano), Harmonia Mundi HMM 90235658, 2023[4].